# 陰屍路 (第十季)
美國的恐怖喪屍電視劇《陰屍路》第十季於2019年10月6日在AMC首播。該劇改編自羅伯特·柯克曼、東尼·摩爾和查爾斯·埃蘭德共同繪製的同名漫畫，劇集由法蘭克·戴瑞邦開發，此季繼續由安潔拉·姜擔任節目統籌。
此季內容取自原著漫畫中第145-174期之間的故事章節，主要取自《低語者戰役》（The Whisperer War）一大章節。劇情延續上一季結尾，自從那場發生過慘烈屠殺的集會後，四大社區在幾個月的冬季時間裡開始集結備戰，準備聯合殲滅強大敵人「低語者」（The Whisperers），由該季的主要反派阿爾法帶領。
第十季同時作為達娜·古瑞拉飾演女主角米瓊恩的最後一季，她自從第三季開始就扮演這個角色。季終集原計劃定於2020年4月12日播出，但後期製作方面受2019冠状病毒病疫情影響，使季終集延期至10月4日播出，劇組同時宣佈為第十季加上定於2021年2月28日至4月4日期間播出額外六集。

## 演員

### 主要演員

#### 主演
- 諾曼·李杜斯 飾演 戴瑞·迪克森（英语：Daryl Dixon）：善用弩弓的獵人，擁有優異的野外追蹤能力，瑞克·格萊姆斯最重要的幫手和戰友，不久前剛走出長達六年的孤獨生活，接替瑞克的使命擔任對付低語者的重要隊長。
- 達娜·古瑞拉 飾演 米瓊恩（英语：Michonne）：手持日本刀的流浪者，曾經失去過一切，但自從跟瑞克相處以來克服孤僻。當瑞克“犧牲”後，接連的打擊使她回歸原點，這次在低語者威脅之下決定參戰。
- 梅莉莎·麥克布萊德 飾演 卡蘿·派勒提爾（英语：Carol Peletier）：群體中驍勇善戰、足智多謀的戰士，在救世軍戰爭後移居王國城多年，但隨著養子亨利被低語者殘忍殺害，她不惜一切都要為養子報仇雪恨。
- 克莉絲汀·瑟拉圖絲 飾演 蘿西塔·埃斯皮諾薩（英语：Rosita Espinosa）：組群已故夥伴亞伯拉罕的前女友，自我保護意識強，擁有豐富的軍事知識，曾經和西迪格交往過，分手後成為蓋博瑞的女友，同時懷上她與西迪格的孩子。
- 喬許·麥蒂米特（英语：Josh McDermitt） 飾演 尤金·波特（英语：Eugene Porter）：高中物理老師，擁有豐富的各種知識以及理性分析問題的能力，在擊敗救世軍的戰爭裡有著極大貢獻，並漸漸成為一名勇敢善戰的倖存者。
- 賽斯·吉利姆 飾演 蓋博瑞·史托克斯（英语：Gabriel Stokes (The Walking Dead)）：一位牧師，曾經內心懦弱、貪生怕死的他，跟隨瑞克一行人後才開始勇敢反抗威脅，目前是亞歴山卓社區的委員會成員。
- 羅斯·馬奎德（英语：Ross Marquand） 飾演 亞倫（英语：Aaron (The Walking Dead)）：亞歴山卓社區的居民，跟在瑞克身邊很長時間，幾年前因工程意外失去左臂、裝上義肢，撫養養女葛蕾西。
- 卡瑞·佩頓（英语：Khary Payton） 飾演 以西結（英语：King Ezekiel）：自封王國城的國王，跟卡蘿維持過六年婚姻關係，但隨著低語者殺死他跟卡蘿的養子亨利，連王國城都受火災摧毀，導致生活開始支離破碎。
- 萊恩·赫斯特（英语：Ryan Hurst） 飾演 貝塔（英语：Beta (The Walking Dead)）：低語者的副領袖，身材高大魁梧的“執行者（英语：Mob enforcer）”，阿爾法的心腹大將，幾乎是死心塌地追隨她。從不以真面目示人，而面具之下的他原為家喻戶曉的鄉村音樂家，藝名「半月」（Half Moon）。
- 莎曼珊·莫頓 飾演 阿爾法（英语：Alpha (The Walking Dead)）：低語者的女統領，跟群體一同披上行屍皮膚以“融入牠們”，是一位瘋狂、冷血、兇殘的女人，殺死過戴瑞一行人的多位同伴而引發兩方戰爭。
- 傑佛瑞·狄恩·摩根 飾演 尼根（英语：Negan）：救世軍的前領袖，極其聰明且兇狠殘暴，曾讓所有人都畏懼不已，但戰敗後被關入社區地下牢房終身監禁，跟瑞克的女兒茱蒂絲建立起友情。
- 蘿倫·科漢 飾演 瑪姬·瑞（英语：Maggie Greene）：組群已故夥伴葛倫的遺孀，山頂寨的前領袖，於幾年前陪兒子離開加入新的龐大社區生活，這次在危急關頭時回來援助。

#### 其他主演
- 卡倫·麥克奧利菲 飾演 奧爾登（英语：Alden (The Walking Dead)）：前救世軍士兵，起初時被俘虜帶到山頂寨作為戰俘，但他本性善良，最後留在山頂寨作為幫手，女友伊妮德（英语：Enid (The Walking Dead)）被阿爾法殺害。
- 艾維·納許 飾演 西迪格（英语：Siddiq (The Walking Dead)）：一位醫生，起初獨自在外徘徊時被卡爾收留回去，從此成為重要夥伴。是低語者斬首十人當晚的唯一倖存者，那場恐怖經歷使他罹患創傷後遺症。
- 艾莉諾·松浦（英语：Eleanor Matsuura） 飾演 由美子（英语：Yumiko (The Walking Dead)）：日裔律師，善用弓箭，災前幫瑪格娜辯護後結為伴侶，而在對付低語者的行動裡有著貢獻而得到眾人信任。
- 庫伯·安德魯斯（英语：Cooper Andrews） 飾演 傑瑞（英语：Jerry (The Walking Dead)）：以西結的忠誠保鏢，王國城的得力幫手，助人為樂的他備受歡迎，臉上總是帶著笑容，目前養有三個孩子。
- 娜蒂亞·希爾克（英语：Nadia Hilker） 飾演 瑪格娜（英语：Magna (The Walking Dead)）：一位勇猛頑強的女倖存者，曾經因犯罪入獄過，災後成立自己的團體，如今全員入住山頂寨，還是會為自己同伴著想。
- 凱莉·佛萊明（英语：Cailey Fleming） 飾演 茱蒂絲·格萊姆斯（英语：Judith Grimes）：瑞克前妻蘿莉與夏恩之女，年齡雖小卻非常堅強成熟，哥哥和父親相繼犧牲後被米瓊恩撫養長大，變成一名乖巧懂事、訓練有素的生存者。
- 凱西蒂·麥克林西（英语：Cassady McClincy） 飾演 莉蒂亞（英语：Lydia (The Walking Dead)）：阿爾法的女兒，前低語者成員，不慎被米瓊恩一行人擒獲後，靠她善良的本性以及跟亨利的戀愛關係得到眾人信任。
- 蘿倫·瑞德洛夫 飾演 康妮（英语：Connie (The Walking Dead)）：瑪格娜團體一份子，身為只能用手語溝通的聾啞人，跟戴瑞組成極有默契的搭檔。

### 常設角色

#### 亞歴山卓安全社區
- 琳絲莉·瑞吉斯特（英语：Lindsley Register） 飾演 蘿拉（Laura）：前救世軍幹部，哥特風的女子，最早時便追随尼根，戰爭當天主動帶人投降而被赦免。經過六年，她身為社區委員會一份子。
- 肯瑞克·格林（英语：Kenric Green） 飾演 史考特（Scott）：安全社區的搜資者，少數參戰倖存的居民。
- 曼蒂·克莉絲汀·克爾 飾演 芭芭拉（Barbara）：安全社區的居民，很早以前就住在社區裡。
- 塔瑪拉·奧斯汀 飾演 諾拉（Nora）：社區的居民兼保姆，有時幫米瓊恩照看茱蒂絲
- 珍妮佛·萊克 飾演 羅賓森夫人（Mrs. Robinson）：社區的居民，花園的園丁。
- 安娜貝爾·霍洛威 飾演 葛蕾西（Gracie）：亞倫的養女，生父是一名在戰爭中遭瑞克殺害的救世軍，嬰兒時期被瑞克帶回社區並由亞倫養大。
- 安東尼·亞佐 飾演 小瑞克·「RJ」·格萊姆斯（Rick "R.J." Grimes Jr.）：瑞克和米瓊恩的五歲兒子，在瑞克犧牲一年後出生。
- 胡安·哈維爾·卡德納斯 飾演 丹特（Dante）：社區的新進醫生，擔任西迪格的助手，自稱是駐守過費盧傑的前軍醫，但實為低語者打入社區的間諜。
- 布雷恩·克爾三世 飾演 布蘭登（Brandon）：社區的居民，負責監視尼根，其父母是死於戰爭的前救世軍，因此對尼根相當崇拜。
- 傑克森·佩斯 飾演 蓋奇（Gage）：居於山頂寨的浪蕩少年，到社區接受作戰訓練，沒有教養、仗勢欺人，朋友都被殺後針對莉蒂亞洩憤。
- 潔莉·托布斯 飾演 瑪歌（Margo）：前公路幫成員，急切想為被殺的領袖奧茲報仇，帶頭針對莉蒂亞進行報復。
- 大衛·謝伊 飾演 阿福（Alfred）：前公路幫成員，瑪格的夥伴，同樣是欺軟怕硬的惡霸。

#### 山頂寨
- 約翰·芬恩（英语：John Finn） 飾演 厄爾·蘇頓（Earl Sutton）：山頂寨的鐵匠，妻子譚米被低語者斬首，如今獨自撫養被低語者遺棄路邊的嬰兒。
- 娜蒂姆·茉莉莎 飾演 娜碧拉（Nabila）：王國城的園丁，勇敢堅強的女性，後來跟傑瑞相戀，生下三個小孩且移居山頂寨。
- 詹姆斯·C·陳（英语：James C. Chen） 飾演 凱爾（Kal）：山頂寨的門衛兼戰士，跟從瑪姬加入過對付救世軍的戰爭。
- 凱倫·西索 飾演 伯蒂（Bertie）：山頂寨的居民，同樣曾經跟瑪姬有著極深的交情。
- 凱莉·卡希爾 飾演 黛安（Dianne）：王國城的忠誠戰士之一，一位善用弓箭的女性。
- 丹·富勒 飾演 路克（Luke）：前音樂教師，待人幽默熱心，瑪格娜團體的一份子，希望能傳承自己喜愛的藝術。
- 安潔·希瑞（英语：Angel Theory） 飾演 凱莉（Kelly）：康妮的妹妹，常為眾人翻譯手語內容，保護意識強，目前罹患上不小的聽覺障礙。

#### 海岸部落
- 席妮·帕克（英语：Sydney Park (actress)） 飾演 辛蒂（Cyndie）：海岸部落的領袖，接替她死去奶奶娜塔妮亞的位置，六年前曾自作主張對救世軍復仇。
- 艾薇雅娜·曼希爾 飾演 瑞秋·沃德（Rachel Ward）：部落領袖之一，六年來從一個小女孩成長為強悍的女戰士。
- 艾莉絲·絲甘巴蒂 飾演 朱爾絲（Jules）：部落的一位新進居民，待人和善又漂亮，跟路克的關係曖昧。
- 布莉亞娜·凡斯克斯（英语：Briana Venskus） 飾演 碧翠絲（Beatrice）：部落的女戰士之一，跟隨其他人參與對抗低語者的戰爭。

#### 低語者
- 索拉·伯奇 飾演 伽瑪／瑪莉（Gamma / Mary）：低語者的一員，阿爾法的心腹，起初為了她會不顧家人生死，是直到最後才得知自己受欺騙，慢慢找回良知而叛離她。
- 朱莉葉·布瑞特 飾演 法蘭絲（Frances）：低語者的一員，伽瑪的妹妹，幾個月前受阿爾法威脅，將自己剛出世地孩子丟棄在山頂寨門口，從此對她敢怒不敢言。

#### 布拉德沃斯島
- 凱文·卡羅（英语：Kevin Carroll (actor)） 飾演 維吉爾（Virgil）：一位遠居海島、試圖“拯救家人”而踏上旅程而倖存者，偶然跟米瓊恩一行人遇上而相識，以求她們能幫忙來交換軍火。
- 伊芙·高登（英语：Eve Gordon） 飾演 瑟萊絲（Celeste）：布拉德沃斯島的居民之一，維吉爾的前同事，原是島上基地的海洋科學家。
- 泰勒·尼可斯（英语：Taylor Nichols） 飾演 傑瑞麥（Jeremiah）：布拉德沃斯島的居民之一，與瑟萊絲同是科學家。
- 奧莉維亞·史坦波利亞 飾演 露西（Lucy）：布拉德沃斯島的居民之一，作為看門人，與其他居民關係密切。

#### 看守者
- 奧奇亞·埃米-艾卡瓦利 飾演 伊萊亞（Elijah）：瑪姬的隨從，戴面罩的神秘武術家，屬於瑪姬的團隊「看守者」（The Wardens），手持兩把鐮作為武器。
- 詹姆斯·德沃蒂 飾演 科爾（Cole）：瑪姬隨行的忠誠戰士，也身為少數從所來自的家園中死裡逃生的人。
- 肯恩·麥可·斯皮勒 飾演 赫謝爾·瑞（Hershel Rhee）：瑪姬和葛倫的九歲兒子，活潑可愛，同時繼承父母的勇敢、樂觀及獨立的天性。

#### 其他
- 麥特·林茲 飾演 亨利（Henry）：卡蘿的已故養子，六年期間被卡蘿撫養長大，然而幾個月前不幸被阿爾法斬首，死亡對卡蘿造成精神重擊，如今以幻覺的方式折磨著卡蘿。
- 瑪歌·冰咸 聲演 史蒂芬妮（Stephanie）：一名來自「不明龐大社區」的神秘女子，靠無線電對外聯繫時偶然認識尤金，兩人因此發展為好友關係。
- 寶拉·拉薩羅（英语：Paola Lázaro） 飾演 胡安妮塔·「公主」·桑切斯（Juanita "Princess" Sanchez）：一位獨居匹茲堡的女倖存者，待人友好、古怪又華麗，手持一把M249輕機槍。
- 麥克·溫尼特 飾演 蒙塔尼歐（Montanio）：一名來自不明敵軍「收割者」（Reapers）的狙擊手，擁有相當強悍的體格及個人技術，以一人之力殲滅瑪姬的多數隊員，並有意想替「首領」活捉她。
- 琳恩·柯林斯 飾演 莉亞（Leah）：一名獨居森林小屋的女子，戴瑞帶在身邊的狗的前主人，幾年前曾跟戴瑞有過多次接觸，乃至相愛過一段時間直到分離。
- 羅伯特·帕特里克 飾演 梅斯（Mays）：一名精神錯亂、咄咄逼人的倖存者，曾被親兄弟背叛而發誓不再相信別人，獨居倉庫時撞見蓋博瑞和亞倫。帕特里克同時扮演梅斯的雙胞胎兄弟。
- 卡梅隆·羅伯茲 飾演 泰勒·戴維斯（Tyler Davis）：史蒂芬妮所屬大型社區中的一名年輕衛兵，負責看守前來接觸遭到關押的尤金一行人，過程中與公主短暫交涉過。
- 海莉·柏顿 飾演 露西爾（Lucille）：尼根的已故妻子，是他一生的摯愛，在災情初期時死於胰腺癌，至今都為尼根帶來傷痛，其手中的球棒也是以她命名。
- 麥爾斯·穆森登（英语：Miles Mussenden） 飾演 富蘭克林（Franklin）：一名善良慷慨的醫生，曾為尼根提供過治療妻子的藥物，同時身為蘿拉的養父。
- 洛尼·羅蘭德（英语：Rodney Rowland） 飾演 克雷文（Craven）：一名為所欲為的機車黨首領，災難期間四處燒殺搶掠，曾間接導致尼根未及時救到妻子，最後與手下們成為尼根最初的一批受害者。

## 集數
| 總集數 | 集數 （季） | 標題                                       | 導演              | 編劇                                                                | 首播日期       | 美國收視人數 （百萬） |
| --- | ----------- | ------------------------------------------ | ----------------- | ------------------------------------------------------------------- | -------------- | --------------------- |
| 132 | 1           | 跨越底線 Lines We Cross                    | 葛雷格·尼可泰羅   | 安潔拉·姜                                                           | 2019年10月6日  | 4.00                  |
| 四大家園度過嚴寒時期後繼續蓬勃發展，建立無線電通訊得以輕鬆聯繫對方，低語者在幾個月以來從未有過出沒跡象，一小部分人認為低語者已解散，但米瓊恩和戴瑞仍然認為他們必須時刻保持警戒，也嚴禁任何人跨越對方領地。在海岸部落的協助下，米瓊恩一行人召集所有戰士在海灘上進行作戰訓練，組成強大陣形殺光岸邊舊船隻中的所有行屍。過程中，茱蒂絲找到一副衝上岸的低語者屍皮面罩，使部落裡恐懼四起，米瓊恩下令其他家園暫時進入封鎖，自己帶人分頭視察。戴瑞帶著剛出海當水手回來的卡蘿一同參與探查，卡蘿有意想說服戴瑞跟她一起搭船離開來遠離紛爭，但戴瑞決定先以家園為主。蘿西塔生下她與西迪格的女兒，被尤金和西迪格共同照顧，但曾經目睹低語者殺死他同伴的西迪格，開始出現創傷後遺症的癥狀。這時，一顆舊蘇聯人造衛星從天而降，墜毀在低語者森林領地引起山火，為防止火災蔓延至海岸部落，米瓊恩冒險領軍跨越界限到森林深處滅火。經過一晚上努力，火勢最終被撲滅，也沒有低語者出現的跡象，尤金盡可能地移出衛星上的一些可用機件帶回去。戴瑞跟著脫隊的卡蘿至低語者先前堆積大量行屍的溝壑，兩人發現溝壑已空無一物。戴瑞最後希望卡蘿能改變離開的念頭後，卡蘿走前往溝壑下方一探，剛好跟當時站在對崖下方的阿爾法互相對視。         |             |                                            |                   |                                                                     |                |                       |
| 133 | 2           | 我們是世界末日 We Are the End of the World | 葛雷格·尼可泰羅   | 妮可·米蘭特-麥修斯                                                  | 2019年10月13日 | 3.47                  |
| 低語者度過冬季後返回森林領地重組，阿爾法命令貝塔帶隊搜集更多行屍。貝塔隊伍中的一名女性法蘭絲，其先前曾經受阿爾法恐嚇，曾將自己的嬰兒遺棄在山頂寨門口，此舉令她逐漸精神崩潰，在行動時出岔子而害死三名同伴、損失部分收集的行屍。貝塔剛準備對她就地正法，但阿爾法理解法蘭絲的心情而賜予她第二次機會。隔天，阿爾法帶隊重新出去尋找行屍時，全員目睹蘇聯衛星從天而降，造成引領的行屍開始騷動。法蘭絲注意到一隻身上背有嬰兒帶的女行屍，霎那間失去理性而瘋狂攻擊阿爾法。法蘭絲的姐姐瑪莉由於全心全意忠於阿爾法，因此選擇將阿爾法救出行屍群體，任由妹妹被行屍吃掉，她因此受阿爾法賞賜成為「伽瑪」。但貝塔識破阿爾法仍然思念女兒莉蒂亞，同時證實她幾個月前在集會上並未對女兒痛下殺手。他們二人爭吵過程中，回憶起他們七年前在一間醫院首次碰面，當時的貝塔還比較自閉，連屍變的朋友都無法痛下殺手，他跟一心想保護年幼莉蒂亞的阿爾法經歷幾次聯手而建立友誼。即使後來阿爾法因自保而殺死貝塔的朋友，一度導致貝塔狂怒，但受阿爾法的用心安撫，迷失方向的貝塔從此死心塌地跟著她。現今，阿爾法決定不再受女兒影響，帶領低語者去查看有敵人越過的邊境，阿爾法獨自走出森林瞭望溝壑時，跟站在對面懸崖上的卡蘿互相對視。       |             |                                            |                   |                                                                     |                |                       |
| 134 | 3           | 幽靈 Ghosts                                | 大衛·鮑伊德       | 吉姆·巴恩斯                                                         | 2019年10月20日 | 3.48                  |
| 亞歴山卓社區居民在過去數十多個小時以來，徹夜不眠地抵禦一輪又一輪的行屍群體進攻，讓許多人懷疑是阿爾法所為，但莉蒂亞稱這不是她母親的一貫做法。伽瑪代表阿爾法走到社區門口提出兩方在邊界會面，米瓊恩、戴瑞和卡蘿與幾個居民冒險前去，但阿爾法首先表示自己知情他們“三次越界”，隨後決定擴充低語者的領地作為懲戒。卡蘿無法忍受阿爾法的蠻橫及殺死過亨利，拿出偷藏的槍試圖殺她卻被米瓊恩和戴瑞制止。為了復仇不顧一切的卡蘿，近期同時靠服藥克服睡眠，防止做噩夢而夢見自己死去的孩子們，但這也導致她浮現幻覺而逐漸分不清現實。眾人在一間廢棄學校休息一晚，卡蘿發現有低語者跟蹤她們，隨後不慎踩中繩套陷阱，掙脫後殺光闖進來的大量行屍而受傷，回去社區包扎傷口睡一晚上。亞倫不情願地陪尼根到社區外清除行屍，每當看到尼根會想起男友艾瑞克身亡的悲痛往事，而亞倫一度被身上長豬草的行屍攻擊而視力受挫，但被尼根相救一命而姑且信任他。隨著社區大部分居民呼籲要對低語者開戰，西迪格被勾起恐懼而使創傷後遺症屢次發作，他的醫療助手丹特身為前美軍，有過相似經歷而一眼識出西迪格的情況。睡醒的卡蘿開始懷疑前一晚看到的景象都是自己的幻覺，但當時在學校裡躺著一具卡蘿所殺死的低語者屍體，其當時已變成行屍。                 |             |                                            |                   |                                                                     |                |                       |
| 135 | 4           | 平息低語者 Silence the Whisperers          | 麥可·庫立茲       | 潔洛汀·伊諾阿                                                       | 2019年10月27日 | 3.31                  |
| 山頂寨外的一棵大樹倒塌砸毀圍墻以及一座穀倉，不僅使許多人受困裡面，還導致大量行屍入侵內部，迫使所有居民聯合展開救援及攻防戰。以西結因失去甚多而精神恍惚，隔天早上獨自出去，站在懸崖邊本想自盡，直到被米瓊恩注意到行蹤後及時將他勸下來，他隨後暫時振作而回到山頂寨，一行人成功制止行屍入侵的危機。消息傳到社區後，大部分人一口咬定又是低語者所為，各處出現「平息低語者」的塗鴉，似乎是為了促使委員會開戰。無依無靠的莉蒂亞成為眾人的眼中釘；其中三人蓋奇、阿福和瑪歌都因各自的朋友被低語者斬首，開始盡其所能地羞辱她。受不了他們行徑的莉蒂亞受到尼根指點，對他們三人做出還手行為，卻不慎激怒對方，以至於夜裡落單後受他們三人攻擊，尼根挺身而出救下莉蒂亞，但過程中不慎誤殺瑪歌。就在委員會商討是否對過失殺人的尼根執行處決時，隔天早上發現尼根再次越獄逃脫。莉蒂亞無法忍受居民用異樣眼光對待，因此“有意”承認是自己放跑尼根後，自願住進尼根的牢房來自我孤立。山頂寨度過危機後，尤金因之前與蘿西塔的矛盾，決定到山頂寨幫忙修墻，米瓊恩用無線電交代戴瑞勢必保護莉蒂亞，認為她是唯一能跟阿爾法交換和平的籌碼，隨後帶著茱蒂絲和路克駕馬車前去海岸部落調查低語者出沒的跡象。                                 |             |                                            |                   |                                                                     |                |                       |
| 136 | 5           | 周而復始 What It Always Is                 | 蘿拉·貝爾西       | 伊萊·喬恩                                                           | 2019年11月3日  | 3.09                  |
| 凱莉跟山頂寨居民外出打獵時出現聽覺障礙，開始影響她的行動而在林中走失。這時戴瑞恰好來到山頂寨幫忙，他陪康妮出去追蹤凱莉下落，而在家園坐不住的瑪格娜也尾隨她們。凱莉最終被她們找到且平安無事，但戴瑞發現瑪格娜這段時間監守自盜山頂寨的物質，雖然不接受但還是幫她們隱瞞。回去後，由美子發現瑪格娜的意圖，使她們倆的感情出現隔閡，恢復成她們首遇時的“律師與被告”之間的緊張關係。同樣來山頂寨幫忙的西迪格發現以西結罹患家族遺傳的甲狀腺癌，周圍也沒有完善的醫療措施，而以西結當時也不知如何向卡蘿交代。獨自行進森林的伽瑪開始思索自己拋棄妹妹的舉動，手被劃傷時巧遇亞倫，但亞倫表示自己無惡意且給她紗布。伽瑪拿走紗布撒腿跑回營地如實匯報，讓阿爾法想到試探敵人的新方法。另一邊，尼根逃出家園後被一名社區青年布蘭登尾隨，其父母身為死於戰爭的前救世軍，因此崇拜尼根而選擇追隨他。兩人行進叢林時遇到一對無助的母子，尼根對她們產生同情選擇留下來幫忙，但出去拾柴回來時卻發現布蘭登將母子倆活活打死，其誤以為這是尼根給他的考核。就在布蘭登沾沾自喜時，狂怒的尼根用石頭重擊打死布蘭登，他隨後穿回布蘭登為他帶來的舊外套以及一把普通球棒，獨自走進低語者的領地，乃至碰到看守的貝塔而產生衝突。               |             |                                            |                   |                                                                     |                |                       |
| 137 | 6           | 羈絆 Bonds                                 | 丹·劉             | 凱文·德博爾特                                                       | 2019年11月10日 | 3.21                  |
| 卡蘿養傷結束後於一早外出，答應讓戴瑞跟著她前去，一方面尋找尼根的下落，同時決定暗中調查阿爾法屍群的情報以做準備。靠追蹤先前頻繁出現在社區門口的行屍來處，兩人坐在平原前等待一整天，在此期間互相談心。戴瑞檢查確認好卡蘿這次沒帶槍，勉強與她趁夜間越過邊界進入低語者領地。卡蘿不慎發出聲響使低語者往她的方向行走，戴瑞冒著被發現的危險將敵方引至他的方向。他僥倖逃回邊界處，卻發現卡蘿抓獲一名低語者準備帶回去審問，使他開始懷疑卡蘿已不顧一切。在社區，蘿西塔在內的不少居民突然都身患流感，丹特無法獨自應對導致醫務室人滿為患，西迪格因此當眾斥責丹特沒有及時叫他過來處理。雖然西迪格隨後以自己的失禮道歉，但他當晚照看女兒可可時，發現自己再度受創傷後遺症影響而夢遊至風車頂上。身在山頂寨完善無線電的尤金收到一位身份未知的女子回應，兩人雖然不熟悉對方卻擁有相同興趣愛好。當他們聊一整晚後，尤金向對方透漏自己的本名，且向對方答應會隱瞞這次交流。尼根被帶至低語者的營地，貝塔無法相信他是真心想加入，但看在阿爾法的命令下還是帶尼根出去行動一整天來測試忠誠。貝塔受不了尼根嘴巴不停歇而試圖用屍群陷害他，但尼根獨自脫困後大搖大擺回到他們營地，最後受阿爾法賞識而加入低語者一份子。               |             |                                            |                   |                                                                     |                |                       |
| 138 | 7           | 睜開眼睛 Open Your Eyes                    | 麥可·庫立茲       | 克里·瑞德                                                           | 2019年11月17日 | 3.31                  |
| 卡蘿和戴瑞將被俘虜的低語者關入社區地下牢房，該俘虜遭受刑求也寧死不屈，但道出阿爾法用“犧牲”女兒的方式來保護他們。卡蘿為了讓俘虜意識到他被自己領袖欺騙，準備將莉蒂亞帶下去見他，但該俘虜卻因丹特不慎用錯毒堇而死於監牢。隨著一位居民死於流感，西迪格受龐大精神壓力折磨，周圍的一切讓他回到自己目睹夥伴被低語者斬首的恐怖夜晚。怪罪自己當時無能為力，西迪格本想跳河自盡卻被蘿西塔拉上去，最後才發現流感源於有人將供水開關的把手掰彎，以此將飲用水換成非飲用水。亞倫和伽瑪幾天下來在邊境前單獨會面，雙方都以套近乎形式來竊取情報，當兩人話題提到各自的兄弟姐妹時，伽瑪對自己犧牲掉妹妹而懊悔，這一同情舉動使她回去後遭受阿爾法鞭打。伽瑪回去見亞倫後用挾持手段，但當卡蘿私自將莉蒂亞帶至他們面前時，震驚的伽瑪心中的信念瞬間垮塌。莉蒂亞由此發現自己被卡蘿所利用，痛斥卡蘿現在“如同”阿爾法而跑入低語者領地。當晚，丹特單獨到西迪格房間探望並道歉，而西迪格突然發覺丹特的口吻與嘴上動作，與自己目睹夥伴被殺當晚時的一名抱著他的頭、強迫他睜開眼睛觀看全程的低語者完全一致，這才發現丹特實為低語者的間諜。那一刻，西迪格試圖拿刀防身，丹特被迫將他勒死在房間保住身份。                                     |             |                                            |                   |                                                                     |                |                       |
| 139 | 8           | 前世 The World Before                      | 約翰·達爾         | 茱莉亞·魯克曼                                                       | 2019年11月24日 | 3.21                  |
| 丹特幾個月前被阿爾法指派潛入社區做間諜，充當一位有過家室、僥倖生還的普通醫生，成功騙過眾人進入社區生活。他在此期間為阿爾法走漏消息以外，實施過不少內部破壞，偷偷破壞水質、四處留下塗鴉而造成內部人心惶惶。如今他的間諜身份在殺死西迪格後不巧撞見進來探望的蘿西塔而徹底暴露，蘿西塔當機立斷將他打昏，最後被迫刺死屍變醒來的西迪格。葬禮後，落網的丹特承認自己的所為，蓋博瑞自責自己認人不清，親自將丹特捅死在牢房，最後與蘿西塔共同將他焚屍而為西迪格報完仇。米瓊恩一行人抵達海岸部落後抓獲一位試圖偷船的陌生男子維吉爾，剛得知西迪格已死的米瓊恩本以為他也是低語者，但來之前被維吉爾救過一命的路克為他擔保。審問維吉爾時，米瓊恩得知他想盡快回去見到妻小，而且說詞都跟瑞克有幾分相似，又得知他來自的海軍基地有大量武器，米瓊恩決定冒險獨自陪他渡海到他的基地看看，順便得到武器來抵禦低語者的屍群。另一邊，伽瑪為了見到她的外甥、身為早先前被她妹妹遺棄的孩子，首次向亞倫透漏自己的本名為瑪莉，包括阿爾法藏匿屍群的地點。戴瑞組隊越界到達該處卻發現空無一物，而卡蘿往遠處看見阿爾法後經不起仇恨，帶頭追殺她至一座洞穴，但最後造成她們所有人跌入地下洞穴受困，岩石下還有無數隻行屍包圍他們。           |             |                                            |                   |                                                                     |                |                       |
| 140 | 9           | 人滿為患 Squeeze                           | 麥可·E·薩崔斯密   | 大衛·萊斯利·強森-麥古德瑞克                                         | 2020年2月23日  | 3.52                  |
| 受困地下洞穴的戴瑞一行人發現已無法原路返回，只能先分別跳到高岩石上躲避周邊的行屍，全員都跳過去後在一處空地休息。瑪格娜責怪是卡蘿害她們困在這裡，戴瑞同樣也無法對此坐視不管，命令卡蘿發誓今後不會為了復仇做傻事。瑪格娜尋找出口過程中撞見幾個低語者，叫來夥伴將其殲滅，推斷這些人是阿爾法派下來解決後患後，眾人決定尋找敵人進來的入口逃生。爬行狹窄區域時，內心慌亂的卡蘿發作幽閉恐懼症，還是身後的康妮安撫她並爬出洞，而爬在最後面的傑瑞因體形過大而一度卡在洞口，身後又尾隨幾隻行屍，所幸還是在鞋子未咬穿的情況下成功被夥伴拉出去。當好不容易找到的一出口被一道擠滿行屍的溝壕隔開後，一行人換路走進一座舊礦井，開始小心翼翼地搬開障礙並開鑿出口。卡蘿注意到旁邊留有一箱炸藥，不希望無功而返而獨自回到溝壕處放置炸藥，但最後不慎將炸藥掉下去引發爆炸，使整座礦井開始坍塌，當大部分人爬出去後，康妮和瑪格娜為了掩護眾人而走在最後，卻隨著洞口封死而受困其中。戴瑞斥責是卡蘿不聽勸所致後命令其他人返程，自己繼續尋找其他洞口營救她們，最後留下卡蘿一人悲痛自責。身在低語者領地的尼根感覺到伽瑪是間諜，阿爾法為了以防萬一而派貝塔去尋找她，並為了感謝尼根為她上報，與他共同以赤裸的方式性交。           |             |                                            |                   |                                                                     |                |                       |
| 141 | 10          | 跟蹤者 Stalker                             | 布洛文·休斯       | 吉姆·巴恩斯                                                         | 2020年3月1日   | 3.16                  |
| 伽瑪獨身一人來到社區門口通報亞倫一行人受困洞穴的事情，被蓋博瑞和蘿西塔察覺出有所隱瞞而被關進牢房，最後便如實交代她為了阿爾法而犧牲掉妹妹的事情。蓋博瑞姑且相信她，讓她在地圖上標註洞穴地點後準備帶領小隊前去看看，但外面的偵查小隊剛好匯報說行屍群體即將來襲，迫使蓋博瑞多帶一些守衛前去支援。隊伍於夜晚抵達時卻發現偵查小隊遭集體屠殺，蓋博瑞發覺這是對方的調虎離山計。同時，貝塔靠丹特生前在社區墓園中挖通的地道得以侵入，連續屠殺兩棟房子的居民、靜待他們屍變後引發騷亂。他打算趁機劫走伽瑪，但受到蘿拉、茱蒂絲和蘿西塔相繼阻撓，蘿拉鬥不過貝塔而被殺，伽瑪救出茱蒂絲後為了保護蘿西塔向貝塔投降。貝塔將她帶回去過程中受到蓋博瑞伏擊而只能獨自逃跑，伽瑪也因挺身而出而得到信任，隔天清晨陪蘿西塔、茱蒂絲與一部分傷者共同前往山頂寨療傷。戴瑞獨身潛伏在森林裡跟蹤低語者，打算尋找洞穴的其他入口，隨後設路障與阿爾法正面交鋒，雙方鬥成兩敗俱傷後躺在一間加油站裡，即使敵人近在眼前卻都重傷無法行動。然而，這段時間同樣躲在暗中觀察低語者的莉蒂亞一路跟過來，在沒有救母親的情況下將戴瑞扶持走，聲言她已不再相信母親的生存之道。阿爾法最終被自己人找到救醒，其發誓她會送出行屍群體做出報復。           |             |                                            |                   |                                                                     |                |                       |
| 142 | 11          | 晨星 Morning Star                          | 麥可·E·薩崔斯密   | 茱莉亞·魯克曼 & 薇薇安·謝                                           | 2020年3月8日   | 2.93                  |
| 尤金這段時間下來持續與無線電另一頭的女孩史蒂芬妮保持聯繫、建立友情，幾乎每時每刻都在一起聊天，而他們倆由於都目擊到蘇聯衛星墜落一幕，從而得知各自的家園非常接近。剛到山頂寨療傷的蘿西塔由於擅自搗鼓尤金的無線電，另一頭的史蒂芬妮聽見後很快斷訊。尤金只能盡全力向毫無回應的對方解釋，高唱一曲後最終讓史蒂芬妮回應，其聲稱她已獲得自己人准許而定下見面時間和地點。以西結安慰失魂落魄的卡蘿，道出自己患癌的事情，種種打擊使這對分隔的夫妻回去後同睡一床。戴瑞和莉蒂亞趕回山頂寨通知阿爾法即將帶領行屍群體前來進攻，認為她踏平這裡後會隨即摧毀社區，戴瑞本想帶領老弱病殘疏散至海邊部落，卻發現周圍的道路全部被堵；而被殺的哨兵被上吊示眾的樣子證實為尼根的手法。眾人深知走投無路而決定誓死捍衛家園，各自隨後爭分奪秒努力備戰，卡蘿分別對莉蒂亞和戴瑞為之前不聽勸阻、一意孤行的言行道歉，姑且得到他們的諒解。夜晚，成群行屍開始走向山頂寨，事先安置的高壓電線被推翻後，隊伍採用訓練時的陣形沖至前線全力抵擋行屍。然而，遠處的貝塔下令低語者往山頂寨投射大量樹液，再將幾支箭點火後射過去引燃。當時身上沾上易燃液體的戴瑞一行人已無法堅守前線，準備撤回時卻發現山頂寨內部也開始引起火災。                   |             |                                            |                   |                                                                     |                |                       |
| 143 | 12          | 狼狽為奸 Walk With Us                      | 葛雷格·尼可泰羅   | 伊萊·喬恩 & 妮可·米蘭特-麥修斯                                      | 2020年3月15日  | 3.49                  |
| 山頂寨面對傷亡慘重、行屍勢不可擋以及大火蔓延的情況下最終失守，眾人只能分散逃出淪陷的家園。清晨，低語者掃蕩著燒成廢墟的山頂寨，尼根受令出去回收更多行屍，一度碰見拖著昏迷路克的亞倫，無法解釋自己現在的情況後先逃離，他隨後巧遇莉蒂亞而將她擒獲綁在一座小屋裡。奧爾登、凱莉和伽瑪抱著厄爾養子亞當行走森林，伽瑪幫忙哄抱自己的侄子亞當睡覺，而當行屍來襲時，伽瑪獨自將行屍引至別處殺光，卻被貝塔找到而慘遭捅死屍變，直到奧爾登和凱莉放箭趕跑貝塔後終結她的屍態。困在家園的以西結被戴瑞一行人營救後，稱孩子們已被厄爾救走。當時左臂被咬的厄爾安頓好茱蒂絲等孩子們後，一頭撞向桌上釘子來自盡，但因傷口不夠深而仍然屍變清醒，最後被茱蒂絲忍痛刺殺，戴瑞一行人及時趕到救回所有孩子。卡蘿、尤金和由美子逃走前撞見逃出洞穴、混進行屍群體中返家的瑪格娜，得知她跟康妮在群體中被分開。另一邊，尼根帶領阿爾法至關莉蒂亞的小屋時，慢慢識破阿爾法一直以來都在自我欺騙，認為她其實無法對女兒下手，阿爾法不承認也沒抵賴，僅感謝尼根為她做這麼多。但當阿爾法走進指定的小屋時，不但發現裡面沒人，還直接被身後的尼根割喉殺害。尼根隨即將阿爾法斬首，最後將她屍變的頭拎回給當初將他放出牢獄的卡蘿面前。                 |             |                                            |                   |                                                                     |                |                       |
| 144 | 13          | 物是人非 What We Become                    | 沙拉特·拉傑       | 薇薇安·謝                                                           | 2020年3月22日  | 3.66                  |
| 米瓊恩跟隨維吉爾渡海抵達他與家人生活的原海軍基地駐島，首先發現地方廣闊、和平舒適，但周圍荒無人煙引起米瓊恩懷疑。維吉爾坦白他家人困在行屍盤踞的樓裡面，為了不空手而歸，米瓊恩冒險殺光行屍，但最後發現裡面的倖存者集體上吊自殺。打擊承重的維吉爾說服米瓊恩留宿一晚，米瓊恩趁夜裡溜進樓內尋找武器以趕快回家，但維吉爾基於“自保”而將她關進一間密閉房間，隔壁也關著另外三名倖存者。無力抵抗的米瓊恩只能吃下他給的食物，但食物裡含有維吉爾當藥用的曼陀羅花，使她開始產生幻覺，腦子裡浮現出自己若是沒遇見過瑞克、反與救世軍為伍的最後結果。米瓊恩醒來後成功擊倒維吉爾，但考量到他淪為如此也有原因，認為饒其不死才有意義。維吉爾十分感激而配合米瓊恩，到一艘沖到岸邊的舊艦船找物資。然而米瓊恩卻在船艙裡尋到瑞克穿過的皮靴、以及畫著她與茱蒂絲畫像的舊手機，陷入進退兩難之下先用無線電將事情匯報給茱蒂絲，得知她們已擊退低語者，最後獲得茱蒂絲支持而踏上尋找瑞克的旅程。米瓊恩陪三名倖存者修好艦船啟程，同時跟維吉爾分別，開往該船記錄的最後靠岸地點，抵達後與三名倖存者分道揚鑣。“回歸原點”的米瓊恩上路時遇到一對受傷夫妻，得知他們打算趕上前方的大隊人馬，而她這次不再猶豫、協助他們追上隊列。             |             |                                            |                   |                                                                     |                |                       |
| 145 | 14          | 觀花者 Look at the Flowers                 | 黛西·馮·雪樂·梅耶 | 查寧·鮑威爾                                                         | 2020年3月29日  | 3.26                  |
| 卡蘿將阿爾法的斷頭放置在邊境木樁上得以血債血償，尼根希望卡蘿能兌現先前將他放出牢籠時的承諾，跟他一起回去社區作為擔保人。但卡蘿如今為自己兒子等其他被殺的同伴報完仇，認為自己已無容身之處而只想自我放逐，獨自行走森林時卻發現阿爾法開始在她的腦中揮之不去，甚至以幻覺的方式屢次現身嘲諷她這些年來的無畏掙扎。卡蘿不想承認卻也認同她的話，獨自走進一間船屋時不慎被塌掉的屋頂壓住動彈不得。行屍靠近之際，阿爾法建議她死在這裡結束痛苦，但卡蘿最終做出拼搏而脫身，幻覺也隨之消失。尼根回去查看莉蒂亞時發現其早已逃跑，留守屋子的戴瑞直接偷襲他，並不相信他是臥底的說詞。兩人回到邊境時被三名低語者包圍，他們如今打算效忠尼根作為新領袖，但尼根還是與戴瑞聯手殺光他們，讓戴瑞姑且相信他。尤金對其他夥伴如實講述他要去赴會的事情，由美子和以西結自願跟他一起去，而以西結認為這可能是他的最後一程。三人騎馬趕到匹茲堡，在城街上發現許多被拷上手銬、喬裝打扮過的行屍，而一位手持輕機槍的女子隨即出現在她們面前。喪失領袖的貝塔開始迷失自我，一路回去他原先呆過的地方，聽著一系列他當演歌時的唱片，最後靠一張舊紙條而心靈得到淨化，他割下阿爾法的臉皮與自己破損的面具縫在一起，引領行屍延續阿爾法未盡的使命。 |             |                                            |                   |                                                                     |                |                       |
| 146 | 15          | 高塔 The Tower                             | 蘿拉·貝爾西       | 凱文·德博爾特 & 茱莉亞·魯克曼                                       | 2020年4月5日   | 3.49                  |
| 由美子、尤金和以西結不相信面前行為古怪、自稱「公主」的女子胡安妮塔·桑切斯，但為了得到交通工具而勉強跟隨她穿過地雷區，但最後發現她正在帶他們繞圈子。公主承認她太寂寞，這麼做也是想與其他人找樂子，得到曾有過類似經歷的尤金理解。公主隨後提供一系列自行車，眾人為了不錯會面時間而只能將就，最後一致決定收留公主隨行。貝塔帶領屍群迅速侵入社區，但發現裡面的居民早已全部疏散，認為對方跑不遠的貝塔開始跟從腦子裡的聲音指引，導致一些習慣阿爾法帶領的低語者開始恐懼他。亞倫和奧爾登自願留下跟在屍群後面匯報動向，但當他們意識到屍群開始往眾人躲藏的地點行進時，不但對講機在關鍵時刻無信號，還因此暴露行蹤而被低語者抓獲。所有居民當時藏匿在一座廢棄醫院大樓，歸隊的尼根開始四處幫忙來彌補先前的過失。得知母親死訊的莉蒂亞產生心理創傷，尼根看出她在故作堅強，於是想辦法讓她對自己發一通脾氣藉以出氣。卡蘿和凱莉外出尋車時，凱莉表示她從未怪罪過卡蘿，稱弱點有時也會恰到好處。在外巡邏的戴瑞和茱蒂絲抓獲且箭傷一名低語者女逃兵，得到敵軍的情報後將她殺死，讓茱蒂絲一度忍不住母親離家以及無法勸降敵人的悲痛。戴瑞安慰她現在必須為了同伴振作，但兩人這時收到蓋博瑞求救，貝塔帶領的屍群已經包圍整座醫院。    |             |                                            |                   |                                                                     |                |                       |
| 147 | 16          | 在劫難逃 A Certain Doom                    | 葛雷格·尼可泰羅   | 劇本創作 ：吉姆·巴恩斯 & 伊萊·喬恩 & 克里·瑞德 故事構思 ：克里·瑞德 | 2020年10月4日  | 2.73                  |
| 為了逃出四面包圍的醫院，一行人決定兵分兩路行動，戴瑞帶領一群人身披行屍血衣偽裝混入群體中突圍，再用馬車將行屍引走。其他人則留守醫院，與外面的低語者展開攻防戰。突圍途中，碧翠絲不幸被低語者伏擊受傷而被行屍吞噬，無能為力的卡蘿被獨自出來幫忙的莉蒂亞帶出群體。一行人會合後駕馭馬車開音響吸引行屍遠離醫院直到晚上，幾名低語者跟上去攔截並摧毀馬車，使所有行屍開始回醫院。當時大部分醫院的居民已安全撤離，蓋博瑞決定一人留下來斷後，幾近被殺的他卻被久違的瑪姬與隨行的一名戴面具、手持兩把鐮的“神秘男子”及時搭救，瑪姬表示自己讀完信而回來援助，半路上還營救亞倫和奧爾登。戴瑞領軍回醫院殲滅其他低語者，孤身一人的貝塔則與尼根展開死鬥，戴瑞上前用雙刀刺瞎貝塔的雙眼，兩人目睹貝塔舉起雙臂、面帶笑容地被行屍撕碎。清晨，卡蘿引領行屍群體至懸崖邊，本決定跳崖自盡的她卻被身後的莉蒂亞及時往回拉，兩人擁抱在一起目睹所有行屍墜崖，莉蒂亞將手中的行屍面具扔下懸崖而告別過去，回去同伴的身邊。另一方面，維吉爾再度回到海邊部落發現空無一人，騎上馬尋找人的蹤跡時，意外找到逃出生天、累到在路旁的康妮。而尤金一行人到達指定的鐵路段等待一晚上，四人最後被一群身穿白色盔甲的不明軍隊包圍。                   |             |                                            |                   |                                                                     |                |                       |
| 148 | 17          | 甜蜜之家 Home Sweet Home                   | 大衛·波伊德       | 凱文·德博爾特 & 克里·瑞德                                           | 2021年2月28日  | 2.89                  |
| 瑪姬剛回歸集體卻也必須面臨著與曾經的仇敵尼根同居一座屋簷下，決定在此之前將八歲兒子赫謝爾與其他同伴接過來。瑪姬隨行著兩名同伴，戰士科爾以及戴面具、手持鐮的伊萊亞，三人在戴瑞和凱莉的陪同下返回藏身小屋接人，在一座貨櫃場休息一晚過程中，瑪姬供述她們的家園已被一群神秘團夥「收割者」摧毀，喬琪以及大部分居民均生死不明；而這趟出行同時也要提防敵人的追兵。隔天，瑪姬一行人發現藏身小屋已被人縱火燒毀，其中兩名同伴已成焦屍，而赫謝爾同樣不見蹤影。靠戴瑞的追蹤，眾人分頭行動尋找敵人以及瑪姬同伴下落，凱莉靠這趟出行尋找康妮，得知伊萊亞同樣失去過妹妹後與他為伴。瑪姬剛找到三名同伴，一名穿偽裝服的敵方狙擊手迅速殲滅三人，瑪姬也不慎踩中繩套陷阱而受困。戴瑞趁狙擊手轉身取回刀的一刻伏擊且抓獲該狙擊手，然而對方一言不發、對瑪姬講完一句「教皇選中你了」的話後引爆手榴彈自盡。雖然沒得到敵人情報，但瑪姬找到赫謝爾平安無事躲在樹上等她，母子團圓後跟著戴瑞和凱莉返回狼藉一片的社區。 |             |                                            |                   |                                                                     |                |                       |
| 149 | 18          | 來找我 Find Me                             | 大衛·波伊德       | 妮可·米蘭特-麥修斯                                                  | 2021年3月7日   | 2.26                  |
| 戴瑞獨自帶著他的狗外出打獵，勉強帶上自願陪他前去的卡蘿，當兩人交流彼此的心事時，戴瑞的狗自行跑回附近的一間森林小屋，曾屬於牠原先的主人。跟去的戴瑞看著荒廢的小屋，回憶起五年前正在尋找瑞克的自己所經歷的一段往事。當時的戴瑞同樣自我封閉，無時不刻地順著河流尋找瑞克下落，偶然碰見這條狗並為了躲避風暴而走進這間小屋，首遇狗的主人莉亞。由於戴瑞並非有意闖空門，莉亞將他放走並命令他不准再來，然而他們倆在接下來的數十個月期間多次撞見對方。莉亞有一次將戴瑞救出行屍群體後正式對他敞開心胸，講述自己同樣接連失去身邊的親人，同病相憐的他們在一夜之間逐漸產生微妙情愫。然而，莉亞本希望戴瑞能留下來陪他，但深感戴瑞還是心不在焉，最終放棄等待他的答案。等戴瑞最終拿定主意時，回到小屋卻發現莉亞已不告而別，僅為他留下她的狗，戴瑞因此在屋子地板下為莉亞留下“來找我”的字條。現今，準備在小屋共度一晚的戴瑞和卡蘿，在針對瑞克以及康妮的事情上發生矛盾後，兩人彼此認同他們都“好運到頭”。 |             |                                            |                   |                                                                     |                |                       |
| 150 | 19          | 再一個 One More                            | 蘿拉·貝爾西       | 艾瑞克·蒙特 & 吉姆·巴恩斯                                           | 2021年3月14日  | 2.17                  |
| 亞倫和蓋博瑞組隊在外靠瑪姬提供的地圖搜尋食物，以補缺社區被毀的食物庫存，但兩星期下來除了行屍與死人骸骨以外一無所獲。蓋博瑞堅持返家前最後再去一處查看，兩人走入一間收藏大量破爛物的倉庫，在裡面被一頭野豬追趕後將其殺死並烤來吃，同時找到一瓶威士忌而坐在一起聊天、打牌、把酒歡。但亞倫夜晚時外出方便，遭到躲在倉庫二樓的主人梅斯伏擊綁在椅子上。梅斯不滿蓋博瑞和亞倫私闖且殺死他養的野豬，威脅兩人拿一把上膛的左輪手槍玩俄羅斯輪盤。蓋博瑞得知梅斯淪為如此是因曾遭親兄弟背叛，試圖對他伸出援手來勸服他，提醒他人性本善的世間道理。而梅斯似乎被勸降而主動替亞倫鬆綁，然而蓋博瑞下一秒立即拿起亞倫安裝錘矛的義肢將他打死，聲稱不能冒險收留他。還沒從震驚緩過來的兩人走進梅斯居住的倉庫二樓，發現遭梅斯囚禁的雙胞胎兄弟，兩人這次真心替他開鎖準備幫助他，但最後目睹該兄弟奪槍後自殺身亡。兩人只能拿走兩兄弟的食物、槍械等等東西後離開倉庫，決定再去遠處安設水塔的地方查看。 |             |                                            |                   |                                                                     |                |                       |
| 151 | 20          | 碎片 Splinter                              | 蘿拉·貝爾西       | 茱莉亞·魯克曼 & 薇薇安·謝                                           | 2021年3月21日  | 2.11                  |
| 在鐵路段遭受不明軍隊包圍的尤金一行人，被迫棄械投降後遭分開關押至不同的火車車廂中。公主目睹由美子遭受對方重擊頭部而制伏，自己獨身關在黑暗車廂中，受狹小密閉空間的影響而勾起自己兒時受繼父毆打的痛苦回憶。公主開始以喃喃自語的方式緩解焦慮及恐懼感，發現由美子被關在隔壁的車廂後，靠空手鑿開一個小洞遠距離跟她交談。由美子很快昏倒過去後被軍隊帶走，公主緊接著被帶出車廂抓去搜身、遭受軍隊的隊長盤問身份與來歷，由於擔心由美子安危而拒絕配合之下，遭受隊長一巴掌對待後被扔回車廂中。公主醒後發現鎖在兩邊的由美子和尤金均不知下落，直到以西結突然逃出車廂過來解救，兩人聯手伏擊進來送食物的年輕衛兵，得知先前的審問僅是軍隊遇見外來人的一貫準則。當以西結一時憤怒而險些將衛兵打死時，站在一旁阻攔的公主最後發現是自己在毆打衛兵，察覺到以西結根本不在、僅是自己為逃避恐懼感而想象出來的幻覺。從恐懼中緩過來的公主最終放棄逃跑機會，配合該衛兵完成審問後，與其他人一同被套上頭套帶走。 |             |                                            |                   |                                                                     |                |                       |
| 152 | 21          | 分叉路 Diverged                            | 大衛·波伊德       | 海瑟·貝爾森                                                         | 2021年3月28日  | 1.94                  |
| 卡蘿和戴瑞經過兩天的打獵結束後在一條分叉路上分離，戴瑞繼續在外搜索物資，而他的狗自行跟著卡蘿回去社區。卡蘿剛返回還在重建工作的社區，被傑瑞告知食物庫存爆發鼠患且仍然沒有改善，她回到自己住處決定靠手頭的食材與廚房器材，為同伴做一鍋湯來彌補過失。做湯的期間受到一隻跑進來做窩的老鼠侵擾，最後花費一整晚的時間將老鼠趕出去，並在隔天將湯完成。而戴瑞在外尋找可用物資時摩托拋錨，由於早先將身上唯一的多功能刀借給卡蘿，因此只能一人在附近森林中尋找修車的材料。當他好不容易在一輛廢車中得到所需零件後，遭遇一群行屍攻擊。僥倖擺脫的他殺死一隻穿軍裝的行屍，從其身上尋到刀具，最終修好摩托而順利返家，回房睡覺前好心回絕卡蘿的邀約。 |             |                                            |                   |                                                                     |                |                       |
| 153 | 22          | 尼根在此 Here's Negan                      | 蘿拉·貝爾西       | 大衛·萊斯利·強森-麥古德瑞克                                         | 2021年4月4日   | 2.12                  |
| 尼根深感自己接連在社區中遭受敵視，一日打完獵後被卡蘿帶至莉亞的森林小屋，卡蘿希望尼根能遠離他們在此定居，聲稱是“為彼此著想”。隱居中的尼根時不時遭到統領救世軍時的自己嘲諷，讓他回憶起自己陪伴愛妻露西爾的日子。災前，尼根是一名生活邋遢、因傷人而被停職的高中體育老師，沉淪生活直到露西爾被診斷出罹患胰腺癌，才讓他痛改前非、留守在家照料她。災難初期時，尼根盡其所能為妻子四處拿藥進行化療，試圖減輕她的病症，卻因一時粗心而損失最後兩袋處方。別無選擇的尼根堅持要救妻子，動身前去打劫一夥移動型醫療車隊，雖然打劫未成功，但車隊醫生富蘭克林還是慷慨地為尼根贈予兩袋藥，其養女蘿拉送給尼根一把球棒護身。尼根返程途中不慎被一夥機車黨俘虜，對方急切想知道醫療車隊所在，別無選擇的尼根只能出賣富蘭克林父女，回家後卻發現露西爾早已在門上寫字道別、靠服藥過量在床上自盡。絕望的尼根將屍變的妻子與房子付之一炬，為球棒纏上鐵絲網後回去殺光機車黨救出富蘭克林父女。現今，尼根回到當初自己與瑞克決戰的樹下，將戰後棄於土中多年的球棒重新挖出，但為了打死一隻經過的行屍而徹底斷裂。尼根最後坐在小屋火堆旁跟露西爾道完別，將球棒扔進火中燒掉而斬斷過去，隨後在戴瑞、卡蘿和瑪姬的注視下回到社區重新定居。     |             |                                            |                   |                                                                     |                |                       |

## 發展
2019年2月，AMC宣佈續訂《陰屍路》劇集第十季，並於同年5月開始拍攝工作。在上一季中退出的主演安德魯·林肯曾表示他有興趣在第十季中擔任一次導演工作，但他因時間衝突而並未加入拍攝工作。而上一季中擔任過導演的前主演麥可·庫立茲，將執導此季第四集和第七集。
2019年2月，消息稱此季會是達娜·古瑞拉飾演主角米瓊恩的最後一季，她僅會在第十季的當中幾集現身。在2019年7月舉行的聖地亞哥國際漫畫展裡，古瑞拉本人親口確認這會是她出演的最後一季。
2019年7月，劇組宣佈索拉·伯奇和凱文·卡羅兩位演員加盟劇組；伯奇將飾演低語者之一的伽瑪（Gamma），角色身為電視劇原創角色。而卡羅飾演維吉爾（Virgil），一位尋找家人的倖存者。而飾演瑪姬·格林的蘿倫·科漢於上一季中退出劇組，轉去拍攝ABC的新電視劇《威士忌騎士》，但該劇集僅播完一季就取消，為科漢的回歸出現一些可能性。2019年10月，AMC續訂《陰屍路》第十一季，並確認科漢將在第十一季中以主演形式回歸劇集。
2020年3月，受2019冠状病毒病疫情影響，原定於2020年4月12日播出的第十季季終集未能及時完成後期製作，因此被撤出播出日期，決定延期至2020年10月4日播出。劇組同時宣佈季終集後將會加上額外六集，定於2021年初時播出，使第十季成為本劇中首次集數超過16集的季度。
2020年9月10日，AMC官方宣布第十一季為本劇最終季，而第十一季的集數將會擴充至24集來做結尾。完結後將會推出以《陰屍路》背景宇宙觀的衍生劇，其中有人氣角色「戴瑞與卡蘿」為主角的衍生劇，預計2023年播出。另外，以瑞克·格萊姆斯為主角的電影版三部曲，講述瑞克失蹤後去向的故事，官方宣佈前置作業仍然在繼續，但尚未宣布上映時間。
在第十季中加入的額外集數中，其中一集將會敘述尼根的過去，並介紹進尼根的妻子露西爾，其由傑佛瑞·狄恩·摩根在現實生活中的妻子海莉·柏顿扮演。2020年11月19日，官方公佈第十季額外集數將於2021年2月28日首播，導演工作分別由大衛·鮑伊德和蘿拉·貝爾西（Laura Belsey）完成，而羅伯特·帕特里克和奧奇亞·埃米-艾卡瓦利（Okea Eme-Akwari）兩名演員加盟劇組。

## 反響

### 評價
| 第十季（2019–2021年）：烂番茄追踪到的所有评论家的评论中，正面评论占比 |                                                              |
|                                                                       | 由于已知的技术原因，图表暂时不可用。带来不便，我们深表歉意。 |

### 收視
| 序 | 標題           | 播出日期       | 收視率 （18–49歲） | 收視人数 （百萬） | DVR收視率 （18–49歲） | DVR收視人数 （百萬） | 總收視率 （18–49歲） | 總收視人数 （百萬） |
| -- | -------------- | -------------- | ------------------ | ----------------- | --------------------- | -------------------- | -------------------- | ------------------- |
| 1  | 跨越底線       | 2019年10月6日  | 1.4                | 4.00              | 0.9                   | 2.31                 | 2.3                  | 6.31                |
| 2  | 我們是世界末日 | 2019年10月13日 | 1.3                | 3.47              | 0.9                   | 2.16                 | 2.2                  | 5.63                |
| 3  | 幽靈           | 2019年10月20日 | 1.2                | 3.48              | 0.8                   | 2.12                 | 2.0                  | 5.60                |
| 4  | 平息低語者     | 2019年10月27日 | 1.1                | 3.31              | 0.9                   | 2.20                 | 2.0                  | 5.51                |
| 5  | 週而復始       | 2019年11月3日  | 1.0                | 3.09              | 1.0                   | 2.25                 | 2.0                  | 5.34                |
| 6  | 羈絆           | 2019年11月10日 | 1.1                | 3.21              | 0.8                   | 2.23                 | 1.9                  | 5.44                |
| 7  | 睜開眼睛       | 2019年11月17日 | 1.1                | 3.31              | 0.9                   | 2.11                 | 2.0                  | 5.42                |
| 8  | 前世           | 2019年11月24日 | 1.0                | 3.21              | 0.8                   | 2.10                 | 1.8                  | 5.31                |
| 9  | 人滿為患       | 2020年2月23日  | 1.2                | 3.52              | 0.7                   | 1.86                 | 1.9                  | 5.38                |
| 10 | 跟蹤者         | 2020年3月1日   | 1.0                | 3.16              | 0.8                   | 1.84                 | 1.8                  | 5.00                |
| 11 | 晨星           | 2020年3月8日   | 0.9                | 2.93              | 0.6                   | 1.52                 | 1.5                  | 4.45                |
| 12 | 狼狽為奸       | 2020年3月15日  | 1.2                | 3.49              | 0.8                   | 1.96                 | 2.0                  | 5.45                |
| 13 | 物是人非       | 2020年3月22日  | 1.2                | 3.66              | 0.8                   | 1.91                 | 2.0                  | 5.57                |
| 14 | 觀花者         | 2020年3月29日  | 1.1                | 3.26              | 0.7                   | 1.72                 | 1.8                  | 4.98                |
| 15 | 高塔           | 2020年4月5日   | 1.1                | 3.49              | 0.6                   | 1.51                 | 1.7                  | 5.00                |
| 16 | 在劫難逃       | 2020年10月4日  | 0.9                | 2.73              | 不適用                | 不適用               | 不適用               | 不適用              |
| 17 | 甜蜜之家       | 2021年2月28日  | 0.9                | 2.89              | 0.4                   | 1.41                 | 1.3                  | 4.30                |
| 18 | 來找我         | 2021年3月7日   | 0.7                | 2.26              | 0.5                   | 1.55                 | 1.2                  | 3.81                |
| 19 | 再一個         | 2021年3月14日  | 0.6                | 2.17              | 待定                  | 待定                 | 待定                 | 待定                |
| 20 | 碎片           | 2021年3月21日  | 0.6                | 2.11              | 待定                  | 待定                 | 待定                 | 待定                |

## 外部連結
- 官方网站